# Памятник Менделееву (Тобольск)
Памятник Дмитрию Ивановичу Менделееву находится в Нагорной части Тобольска на территории 6-го микрорайона, на пересечении проспекта Менделеева и Комсомольского проспекта. Установлен в 1984 году, скульптор В. Н. Никифоров. Входит в число памятников истории и культуры, охраняемых государством.
Знаменитый учёный родился в 1834 году в Тобольске, бывшем тогда столицей обширной Тобольской губернии. До 1850 года его жизнь была связана с этим западно-сибирским городом: Менделеев обучался в Тобольской мужской гимназии, затем жил в селе Верхние Аремзяны Тобольского уезда. В 1899 году по пути в Сибирь, уже будучи учёным с мировым именем, Менделеев на несколько дней остановился в Тобольске, посетив также Верхние Аремзяны.

## Память Менделеева в Тобольске
- В декабре 1899 года, при посещении Менделеевым родного города, тоболяки в знак глубокого уважения и признательности занесли его имя в книгу почёта города, присвоив ему звание «Почётный гражданин города Тобольска».
- Именем Менделеева назван проспект в Нагорной части города; в Подгорном Тобольске Болотная улица переименована в улицу Менделеева[2].
- Расположенные в нескольких километрах к северу от Тобольска посёлок железнодорожников и железнодорожная станция при нём в честь великого земляка носят название Менделеево.
- В 1969 году в честь столетия со дня открытия периодического закона имя Менделеева было присвоено Тобольскому государственному педагогическому институту (ТГПИ). В сквере перед входом в главный корпус установлен бюст великого химика.
- Именем учёного называются различные школьные соревнования районного и городского уровня по химии.